# Томмі Сміт (футболіст, 1990)
Томмі Сміт (англ. Tommy Smith, 31 березня 1990, Маклсфілд, Англія) — новозеландський футболіст, захисник Іпсвіч Тауна та національної збірної Нової Зеландії.

## Клубна кар'єра
Томмі Сміт вихованець юнацької академії «Іпсвіч Таун», але пробитися до основи команди ще не зміг, тому виступав в оренді інших англійських клубів нижчих ліг Стівенейдж Боро та «Брентфорд». Учасник фінальної частини 19-ого Чемпіонату світу з футболу 2010 в Південно-Африканський Республіці.

## Титули і досягнення
- Бронзовий призер Кубка націй ОФК: 2012